# Donald-Olivier Sié
Donald-Olivier Sié (Abidjan, Costa d'Ivori, 3 d'abril de 1970) és un exfutbolista ivorià. Va disputar 42 partits amb la selecció de Costa d'Ivori.